# Jeong Soseong
Jeong Soseong (auch Jung Soseong oder Chung So-sung, Hangeul:  정소성; * 11. Februar 1944 in Daegu; † 24. Oktober 2020) war ein südkoreanischer Schriftsteller.
Er studierte französische Philologie an der Nationaluniversität Seoul (Doktor von der Universität Grenoble III). Er arbeitete seit 1973 als Professor der französischen Sprache an der Universität Chonnam, der Universität Chonbuk und der Universität Dankook.

## Werke
- 천년을 내리는 눈, 1983, (Boot nach Athen, Literaturpreis Dong-in, 1985)
- 여자의 성, 1990.
- 안개 내리는 강, 1990.
- 가리마 탄 여인, 1991.
- 제비꽃, 1992.
- 최후의 연인, 1993.
- 사랑의 원죄, 1994.
- 대동여지도, 1994.
- 운명, 1996.
- 태양인, 1997.
- 두 아내, 1999.
- 바람의 여인, 2005.
- 설향, 2012.